# بول لوجوين
بول لوجوين (بالفرنسية: Paul Le Guen)‏ (1 مارس 1964) مدافع دولي فرنسي سابق فيكرة القدم، استطاع لوجوين تحقيق النجاح في مسيرته الرياضية كمدرب خصوصا مع فريق ليون عندما قاده لتحقيق بطولة دوري الدرجة الأولى الفرنسي لثلاث مواسم متتالية . كذلك قام بتدريب فرق رين ورينجرز الإسكتلندي ولكنه لم يحقق النجاح مع الأخير . عندما كان لاعبا عاش أيام النجاح مع فريقي نانتوباريس سان جيرمان وشارك في 17 مباراة دولية مع منتخب فرنسا .

## المسيرة الرياضية كلاعب

### على مستوى الأندية
التحق لوجوين بنادي بريست لمدة 6 سنوات ثم انتقل لمدة سنتين إلى نادي نانت ثم قرر الرحيل إلى نادي باريس سان جيرمان وبقى فيه لمدة 7 سنوات استطاع خلالها من المشاركة في 478 مباراة ومساهما في تحقيق النادي بطولته الأوروبية الوحيدة وهي بطولة كأس أبطال الكؤوس الأوروبي سنة 1996 .

### على مستوى المنتخب
على المستوى الدولي لم يشارك سوى في 17 مباراة بسبب كثرة تعرضه للإصابة مما أدى إلى عدم تأهل منتخب فرنسا إلى نهائيات كأس العالم 1994 على الرغم من تواجد النجمين إيريك كانتونا ودافيد جينولا ضمن صفوف المنتخب . أنهى مسيرته الدولية بالمشاركة في المباراة الودية أمام منتخب الكاميرون في 21 مايو 1998 والتي انتهت بالتعادل الإيجابي 1-1 .

## المسيرة الرياضية التدريبية

### رين
خلال تواجده في نادي رين من 1998 حتى 2001 تميز لوجوين بالتعاقد مع العديد من اللاعبين غير المعروفين مثل شعباني نوندا والحجي ضيوف وبفضل إرشاداته وتوجيهاته استطاع تطوير موهبتهم كلاعبي كرة قدم محترفين . قدم استقالته من تدريب فريق رين سنة 2001 بسبب كثرة خلافاته مع مجلس الإدارة . نتيجة لذلك قرر الابتعاد عن مهنة التدريب لمدة سنة كاملة .

### ليون
تم استبدال جاك سانتيني ببول لوجوين في منصب مدرب فريق ليون في صيف 2002 بعدما حققوا بطولة دوري الدرجة الأولى الفرنسي لموسم 2001/2002 للمرة الأولى في تاريخ النادي . واجه لوجوين مصاعب في تحقيق نتائج ايجابية حيث حقق 3 انتصارات فقط في أول 9 مباريات ولكنه استطاع تطبيق التكتيك المناسب وتحقيق البطولة لمدة 3 مواسم متتالية والتأهل إلى الدور الربع النهائي من بطولة دوري أبطال أوروبا . قدم استقالته من تدريب فريق ليون في 9 مايو 2005 في اليوم التالي من تحقيق الفريق بطولة الدوري الثالثة وتم استبداله بالمدرب القدير جيرارد هولييه . قرر لوجوين أخذ قسط من الراحة والابتعاد عن مجال التدريب لمدة سنة كاملة وفي خلال هذه المدة رفض عدة عروض مغرية لتدريب أندية أوروبية كبيرة مثل بنفيكا البرتغالي و لاتسيو الإيطالي كما صرح بأنه لا يرغب في تدريب فريق باريس سان جيرمان .

### رينجرز
في 11 مارس 2006 أكد لوجوين أنه وافق على العرض الرسمي المقدم من نادي رينجرز من أجل الحلول مكان المدرب أليكس مكليش اعتبارا من بداية موسم 2006/2007 . واعتبر رئيس نادي رينجرز ديفيد موراي أن الحصول على توقيع لوجوين سيجعل النادي يحقق النجاح المتتالي . وقع لوجوين على عقد يمتد لثلاث مواسم مع إمكانية تمديده لموسم إضافي وسرعان ما طرح عدة أسماء على إدارة النادي من أجل التعاقد معهم لتعزيز صفوف الفريق . قدم لوجوين بداية سيئة مع الفريق حيث اعتبرت نتائج المباريات العشر الأولى الأسوأ في تاريخ النادي منذ موسم 1978/1979 عندما كان جون كريغ مدربا للفريق . في 8 نوفمبر خرج فريق رينجرز من الدور الربع النهائي من بطولة كأس الدوري الاسكتلندي من قبل فريق الدرجة الأولى سانت جونستون . لقد كانت المرة الأولى التي يخرج فيها فريق رينجرز على يد فريق ينتمي لدرجة أدنى منه . هذا الأمر جعل مشجعي الفريق يقومون بالمظاهرات السلمية أثناء مباريات الفريق على ملعبه إبروكس وطلبوا من رئيس النادي موراي الرحيل . في 1 يناير 2007 أعلن المتحدث الرسمي عن نادي رينجرز بأن لوجوين قرر سحب شارة القيادة من نجم الفريق باري فيرغسون ومنحه للاعب آخر مع عدم إشراكه في المباراة التي أقيمت في اليوم التالي من ذلك القرار . نتيجة لذلك صرح فيرغسون لهيئة الإذاعة البريطانية بأنه لن يلعب مجددا لصالح فريق رينجرز مادام لوجوين موجود في النادي . أعلن موراي في 4 يناير 2007 أن لوجوين رحل عن النادي بالتراضي بين الطرفين وبالتالي فقد كانت هذه أقصر فترة درب فيها نادي في تاريخ مسيرته التدريبية . في نفس السنة أصدر الصحافي غراهام سبيرز كتاب بعنوان (بول لوجوين : لغز) يوثق من خلالها مسيرة لوجوين في نادي رينجرز وأن سبب الرحيل الحقيقي هو شعوره بعدم أهميته من قبل أعضاء مجلس إدارة النادي وقائد الفريق باري فيرغسون والطبيب إيان مكغينيز .

### باريس سان جيرمان
تم الإعلان في 15 يناير 2007 بأن بول لوجوين سيعود إلى ناديه من أجل أن يتولى تدريب الفريق مكان غاي لاكومب . وكان فريق العاصمة يحتل المركز السابع عشر واستطاع أن يقود الفريق إلى احتلال المركز الخامس عشر وبالتالي الابتعاد عن منطقة الهبوط . بسبب عدم التزام بعض اللاعبين فإن لوجوين عانى من تحقيق النتائج الايجابية في موسم 2007/2008 وكان الفريق داخل منطقة الهبوط حتى تاريخ 20 أبريل مع بقاء 4 مباريات على نهاية البطولة علما بأنه توج بطلا لبطولة كأس الدوري الفرنسي مما أهله للمشاركة في بطولة كأس الاتحاد الأوروبي وتأهل إلى المباراة النهائية لبطولة كأس فرنسا . وانهى الفريق الموسم باحتلال المركز السادس عشر والهروب من الهبوط إلى الدرجة الثانية .

### الكاميرون
يوم 1 يوليو 2009 تعاقد مع منتخب الكاميرون لكرة القدم بهدف التأهل لكأس العالم 2010 و كانت وضعية المنتخب حرجة ففاز في جميع مبارياته المتبقية ثم قاده للدور الربع النهائي من كأس الأمم الإفريقية 2010 قبل الهزيمة أمام مصر حاملة اللقب 3-1 و أشرف عليه في كأس العالم 2010 بجنوب أفريقيا فانهزم في جميع مبارياته وكانت كالأتي
- الكاميرون 0-1 اليابان
- الكاميرون 1-3 الدنمارك
- الكاميرون 1-2 هولندا

فأقيل من منصبه بوم 24 يونيو 2010 .

### عمان
يوم 27 يونيو 2011 وافق على تدريب منتخب عمان لكرة القدم للإشراف عليه في تصفيات كأس العالم 2014 فقادهم للتأهل للدور الثالث بعد الفوز على ميانمار 2-0 ذهابا وإيابا و في الدور الثالث لم تكن النتائج جيدة حيث تعادل مع السعودية 0-0 ثم سقط أمام تايلاند 3-0، وذكر المدرب أنه يتحمل كل الخطأ
1. ↑  "Paul Le Guen". L'Équipe (بالفرنسية). Paris. Archived from the original on 2020-11-25. Retrieved 2020-03-07.
2. 1 2  "Paul Le Guen: Profile". worldfootball.net. HEIM:SPIEL. مؤرشف من الأصل في 2021-06-04. اطلع عليه بتاريخ 2020-03-07.
3. ↑  "معلومات عن بول لوجوين على موقع static.fifa.com". static.fifa.com. مؤرشف من الأصل في 2019-04-07.
4. ↑  "معلومات عن بول لوجوين على موقع fff.fr". fff.fr. مؤرشف من الأصل في 2019-12-14.
5. ↑  "معلومات عن بول لوجوين على موقع footballdatabase.eu". footballdatabase.eu. مؤرشف من الأصل في 2019-12-14.

.

## الألقاب
- دوري الدرجة الأولى الفرنسي : 2003 ، 2004 ، 2005 .
- كأس الأبطال الفرنسي : 2002 ، 2003 ، 2004 .
- كأس الدوري الفرنسي : 2001 ، 2008 .

## إحصائيات
| الفريق           | البلد     | من   | إلى      | المباريات | الفوز | التعادل | الخسارة | نسبة الفوز |  |
| ---------------- | --------- | ---- | -------- | --------- | ----- | ------- | ------- | ---------- |  |
| رين              | فرنسا     | 1998 | 2001     | 121       | 53    | 22      | 46      | 43,80%     |  |
| ليون             | فرنسا     | 2002 | 2005     | 155       | 84    | 43      | 28      | 54,19%     |  |
| رينجرز           | إسكتلندا  | 2006 | 2007     | 31        | 16    | 8       | 7       | 51,61%     |  |
| باريس سان جيرمان | فرنسا     | 2007 | 2009     | 110       | 53    | 24      | 33      | 48,18%     |  |
| الكاميرون        | الكاميرون | 2009 | 2010     | 19        | 7     | 5       | 7       | 36.84%     |  |
| عمان             | عُمان      | 2011 | إلى الآن | 9         | 4     | 4       | 1       | -%         |  |

## روابط خارجية
- بول لوجوين على موقع الاتحاد الدولي (مؤرشف)  (الإنجليزية)
- بول لوجوين على موقع الاتحاد الأوربي (الإنجليزية)
- بول لوجوين على موقع قاعدة بيانات كرة القدم.إي يو (الإنجليزية)
- بول لوجوين على موقع ليكيب (الفرنسية)
- بول لوجوين على موقع ناشيونال فوتبول تيمز (الإنجليزية)
- بول لوجوين على موقع Soccerbase.com (مدرب) (الإنجليزية)